# Château de Coucy
Le château de Coucy est un ancien château fort et résidence seigneuriale, édifié à partir du XIIIe siècle, aujourd'hui en ruine et dont les vestiges se dressent sur la commune française de Coucy-le-Château-Auffrique dans le département de l'Aisne en région Hauts-de-France. Le château fut le siège de la puissante maison de Coucy jusqu'à la mort d'Enguerrand VII de Coucy en 1397.
Avant 1917, le château de Coucy était réputé pour son imposant donjon, le plus haut jamais bâti en Occident avec celui du château de Vincennes (54 mètres de hauteur et 31 mètres de diamètre), et le site comptait parmi les plus visités de France dans les premières années du XXe siècle. Cette impressionnante tour-maîtresse fut détruite par l'armée allemande, laquelle occupait Coucy depuis deux ans, lors de sa retraite de la ligne Hindenburg-Siegfried, sans que nulle nécessité militaire ne justifiât cette décision. Outre son donjon, les soldats allemands ravagèrent également la cité des Sires de Coucy : les quatre tours d'angle massives du château, ainsi que les portes de la cité fortifiée de Coucy (entre autres, l'imposante porte de Laon) et maints bâtiments dans le bourg (dont le beffroi du XIIIe siècle et l'église Saint-Sauveur ; cette dernière fut le seul de ces édifices détruits qu'on rebâtit après la guerre).
Les ruines du château firent l'objet d'un classement au titre des monuments historiques par liste de 1862.

## Localisation
Les vestiges du château de Coucy sont situés dans le département français de l'Aisne, sur la commune de Coucy-le-Château-Auffrique, à la limite du Laonnois et du Soissonnais, dominant les vallées de l'Oise et de l'Ailette, à l'extrémité d'un éperon rocheux où s'est établie la ville, dont il est séparé par un fossé large d'environ 50 mètres.

## Historique

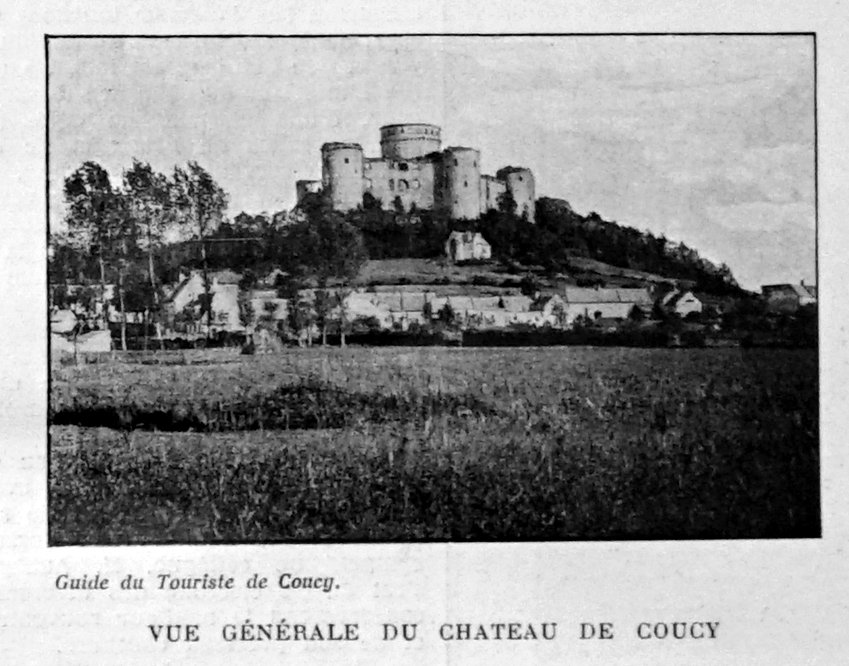
Vue générale du château avant 1917.

La première mention d'un château à Coucy date de 920 ; il s'agit d'une simple motte castrale édifiée par Hervé, évêque de Reims.
En 964, après avoir été exclu du parlement de Paris pour manque de vassalité directe envers la Couronne au profit du duc feu Hugues le Grand, le comte Thibaud Ier de Blois envahit le château, ce qui lui vaut d'être un temps excommunié par l'archevêque de Reims, jusqu'à ce qu'il confie en 966 la forteresse à son fils et successeur, Eudes.
En 1079, Albéric (ou Aubry) s'empare de ce premier château.
La ville de Coucy est affranchie du pouvoir seigneurial en 1197.
Vers 1225-1240, Enguerrand III de Coucy, reconstruit le château dont les ruines sont encore visibles actuellement. Enguerrand III de Coucy, haut baron présomptueux qui songea à s'emparer de la couronne, élève un château formidable. Voulant rivaliser avec les rois de France, il dépense une fortune dans la construction de ce château au donjon colossal dont Viollet-le-Duc dira : « Auprès de ce géant, les plus grosses tours connues, soit en France, soit en Italie ou en Allemagne, ne sont que des fuseaux. »
« Je ne suis Sire, ne Roy, ne Duc ne Comte aussy. Je suis le Sire de Coucy. »
— Enguerrand III de Coucy (1182-1242)
Vers 1380, Enguerrand VII, grand diplomate, embellit et transforme la forteresse en aménageant de vastes salles et en la dotant d'un palais d'architecture gothique. Il meurt sans descendant mâle en 1397.

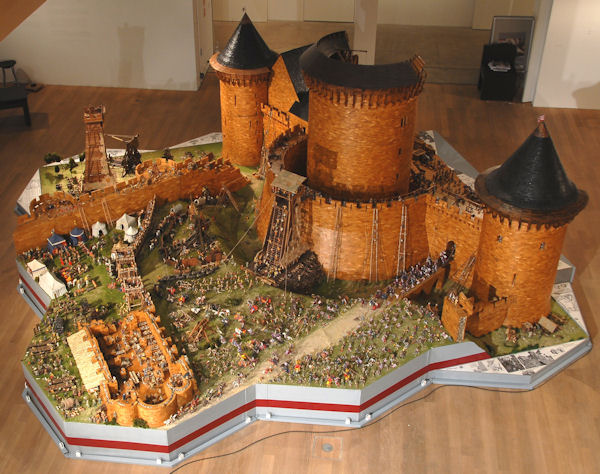
Maquette du château dans son état du XIVe siècle.

En 1400, Louis d'Orléans, fils du roi Charles V le Sage, acquiert de la fille d'Enguerrand VII, pour 400 000 livres tournois, la baronnie de Coucy pour compléter la défense de son duché de Valois qui avait été érigé en comté-pairie en 1344.
Au cours de la guerre de Cent Ans, durant l'hiver 1411, pendant la guerre civile entre Armagnacs et Bourguignons, le château est assiégé pendant trois mois par 600 hommes d’armes sous la conduite de Waléran de Luxembourg, comte de Saint-Pol aux ordres du duc Jean Ier de Bourgogne. Robert d'Esnes (dit « Mansart »), défenseur, se rendra faute de vivres.
Il est rattaché à la couronne royale en 1498, sous le règne de Louis XII.
Pendant la Fronde (1648-1653), le château occupé refuse de se soumettre à Louis XIV. Ce dernier ordonne son démantèlement et son abandon, ce qui est fait en 1652 sous le contrôle de Mazarin.
Le 18 septembre 1692, un tremblement de terre fend le donjon de haut en bas.
À la Révolution, le château démantelé est vendu comme bien national et devient une carrière de pierres.
Louis-Philippe Ier achète le site en 1829 puis l'État le rachète en 1848. Les ruines du château furent alors consolidées par plusieurs architectes dont Viollet-le-Duc au XIXe siècle qui rajoute une armature métallique tout autour de la grosse tour afin de rendre plus sûres les visites de ce monument très visité à l'époque. Vers 1856, Viollet-le-Duc y effectue des travaux de « déblayement et de consolidation »!
Pendant la Première Guerre mondiale, la ville de Coucy-le-Château est occupée pendant trois ans par les armées allemandes. En 1917, lors de son repli sur la ligne Hindenburg et bien que cela ne se justifiât pas tant d'un point de vue stratégique, mais plutôt en application d'une décision prise en amont appelant à détruire les lieux culturels occupés lors du repli[réf. nécessaire], elles décidèrent de détruire le site fortifié. Ainsi, vingt-huit tonnes de cheddite furent placées dans le donjon et plus de dix tonnes dans les tours du château. Pour les trois portes d'entrée de la ville, de plus petites charges furent utilisées. L’explosion eut lieu le 27 mars 1917. Au même moment, la ville de Coucy-le-Château est bombardée et dévastée par des tirs d’artillerie.
Quelques jours avant, le 19 mars 1917, le château de Ham avait subi le même sort.
Les ruines du château font aujourd'hui l'objet de travaux de restauration et des fouilles archéologiques ont permis de mettre au jour les soubassements d'une chapelle. Le site est ouvert à la visite.
Le 12 janvier 1981, la poste française a émis un timbre représentant le château de Coucy.
De 2018 à 2020, une fouille archéologique a été conduite au château de Coucy. Elles ont permis de mettre au jour les cuisines ducales du début du XVe siècle, commanditées par le duc d'Orléans, frère du roi Charles VI.

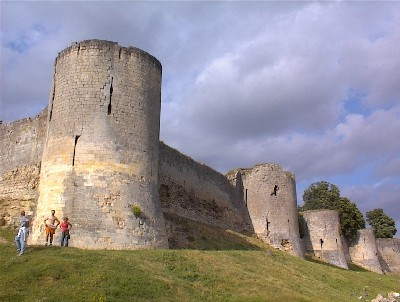
Le flanc sud de la basse-cour (partie du rempart la mieux conservée).
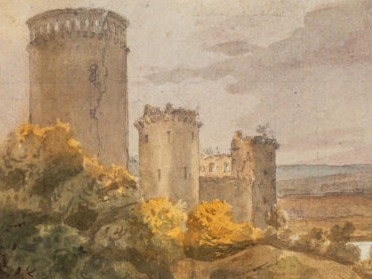
Aquarelle sur traits à la mine de plomb, publiée vers 1820.
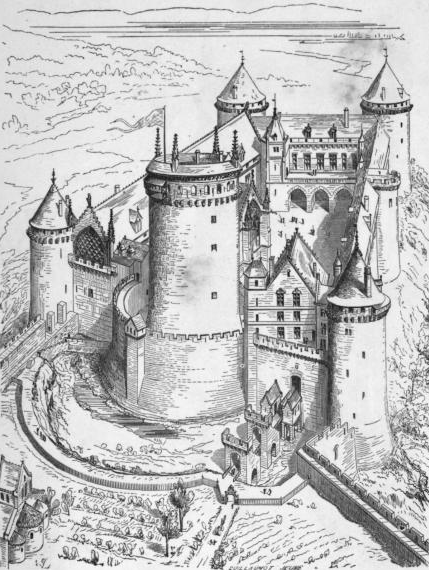
Vue restaurée extérieure, gravure par Viollet-le-Duc.
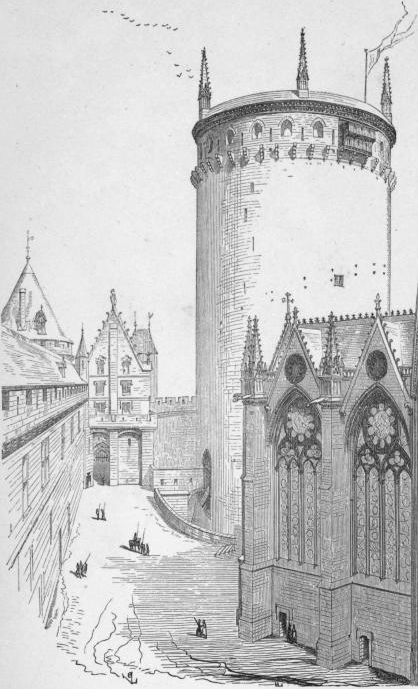
Vue restaurée de la cour et du donjon, gravure par Viollet-le-Duc.
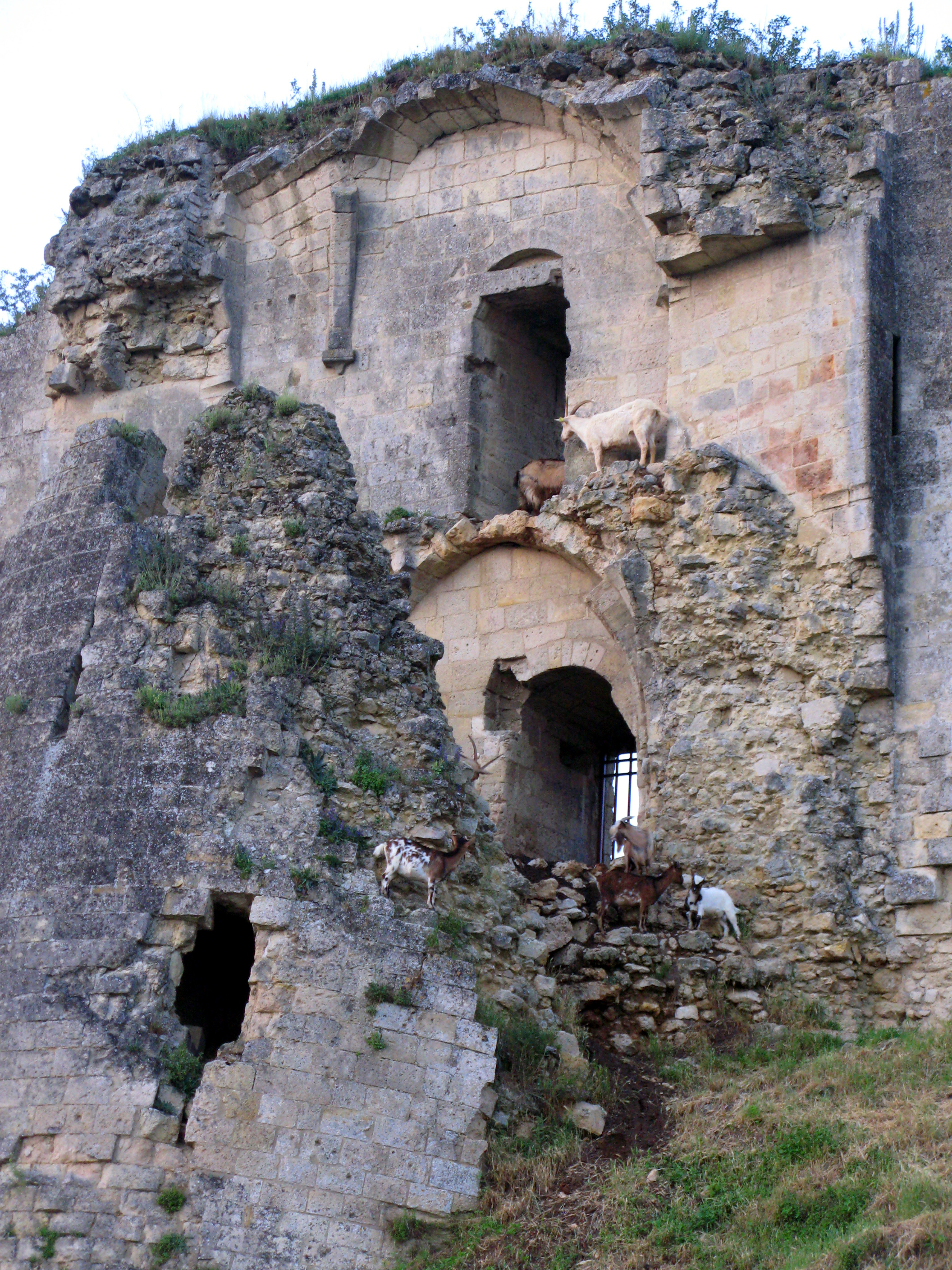
Tour effondrée sur le flanc ouest.
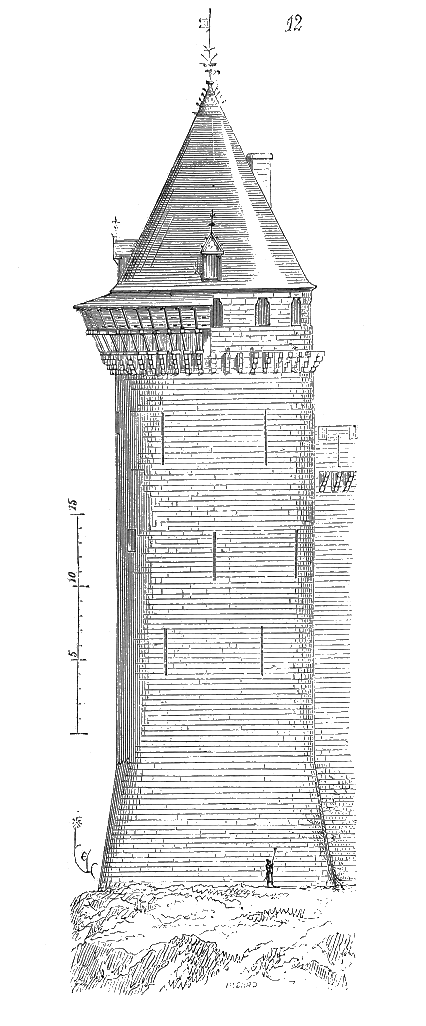
La tour nord ouest du château par Eugène Viollet-le-Duc.
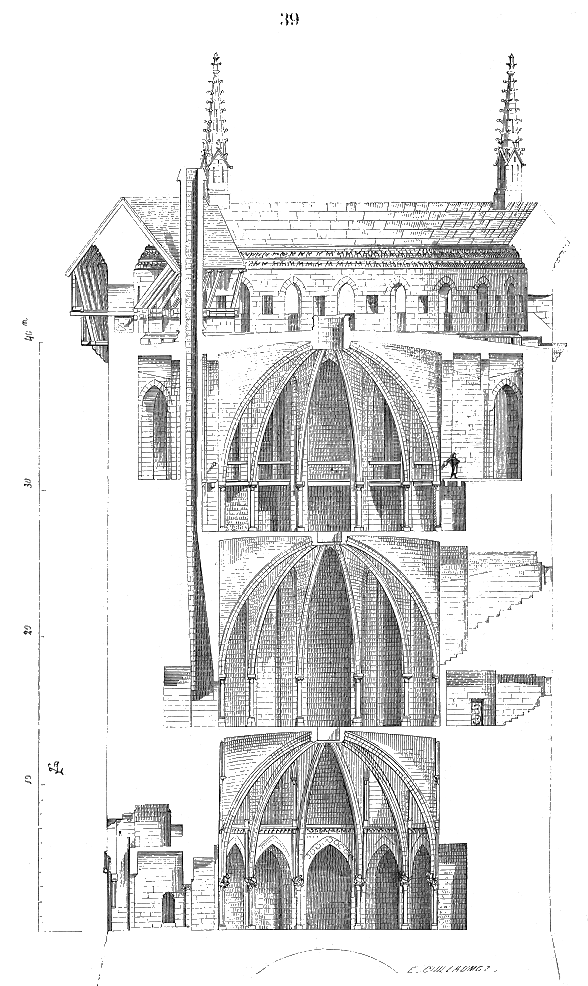
Vue en coupe du donjon, gravure par Viollet-le-Duc.
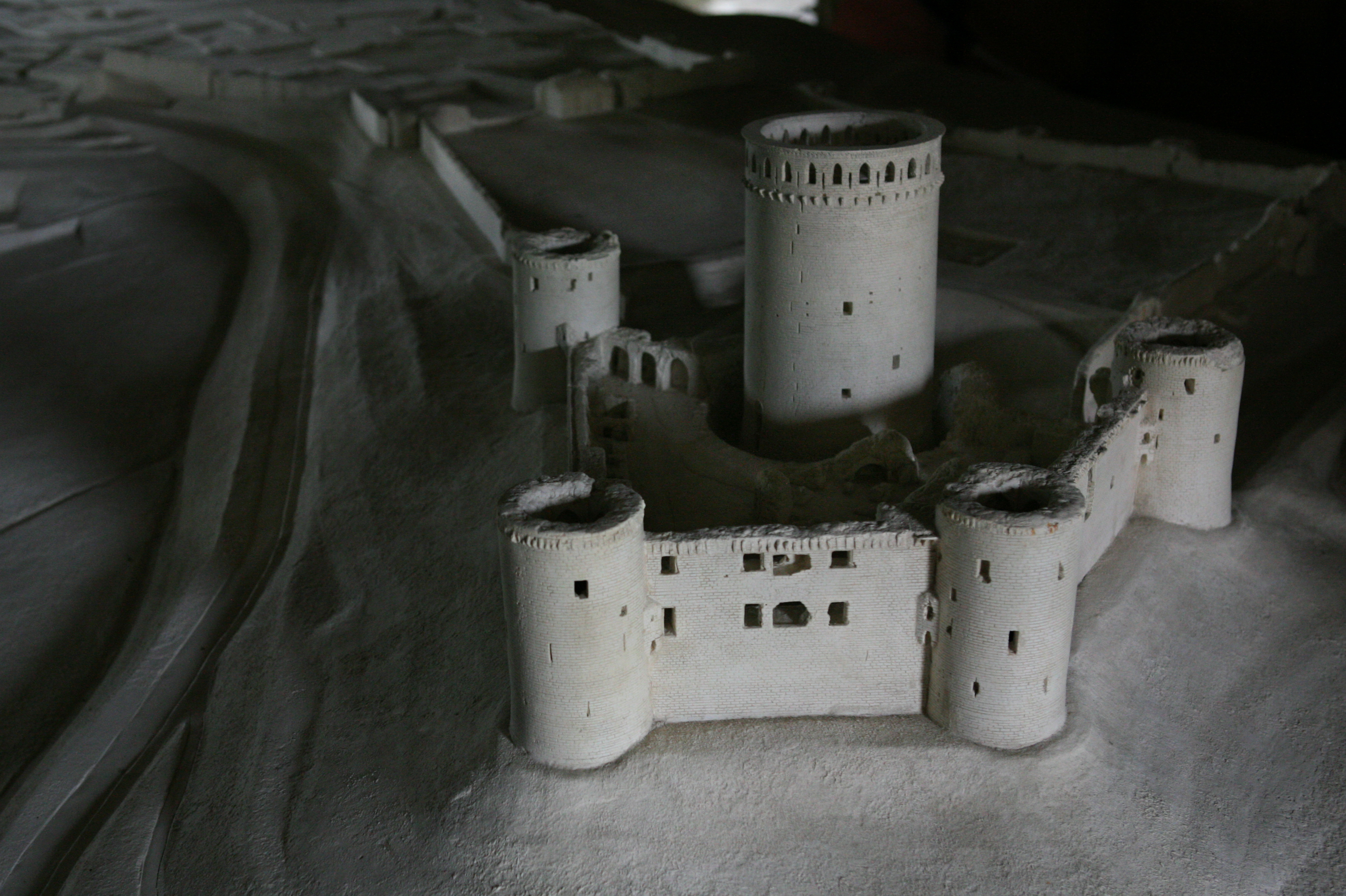
Maquette du château dans son état d'avant 1917.
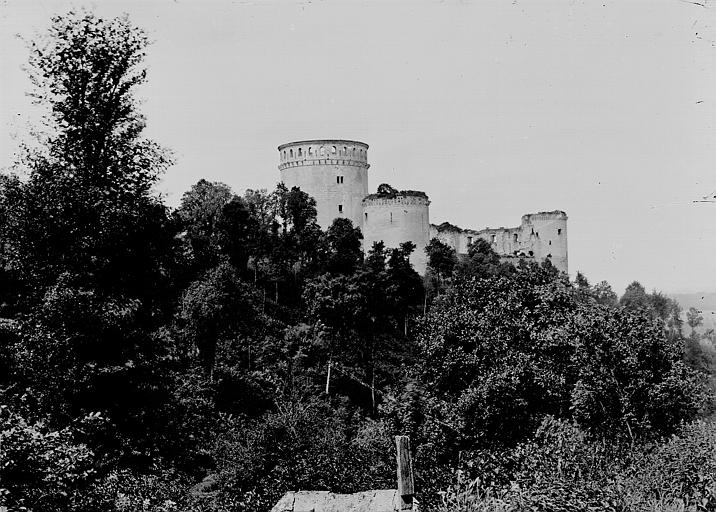
Le château vu du sud en 1910.
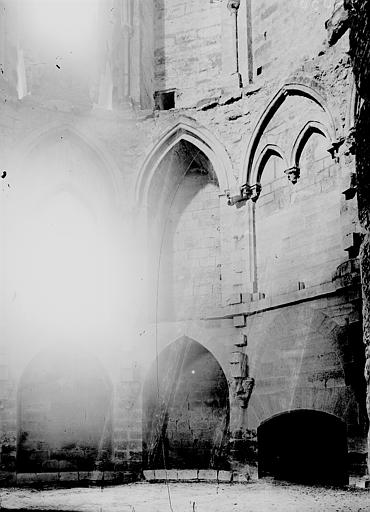
Intérieur du donjon avant 1917.
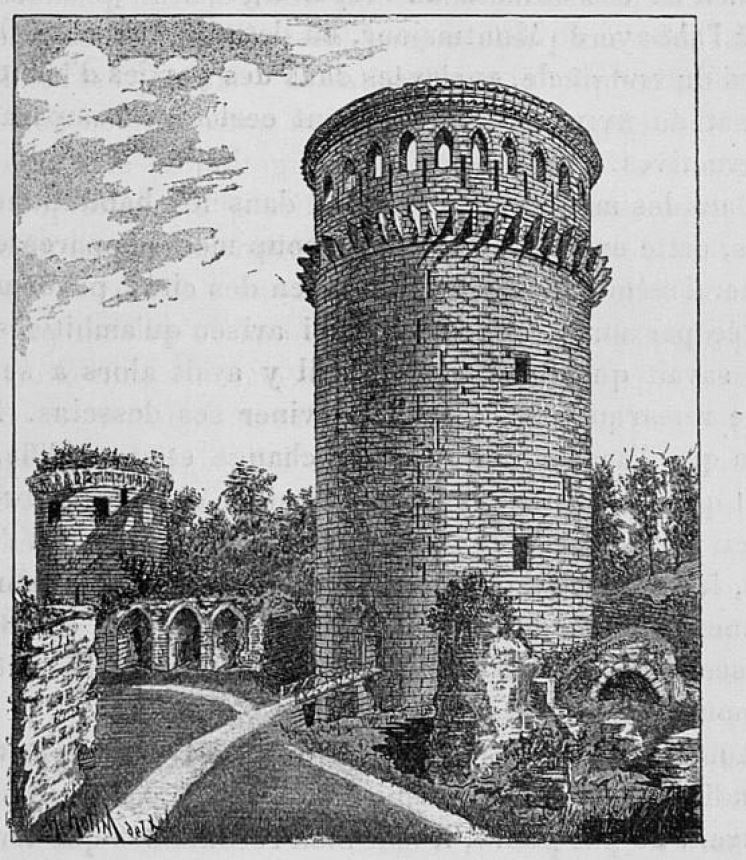
Le donjon, gravure de Auguste-Emmanuel Hotin, 1891.
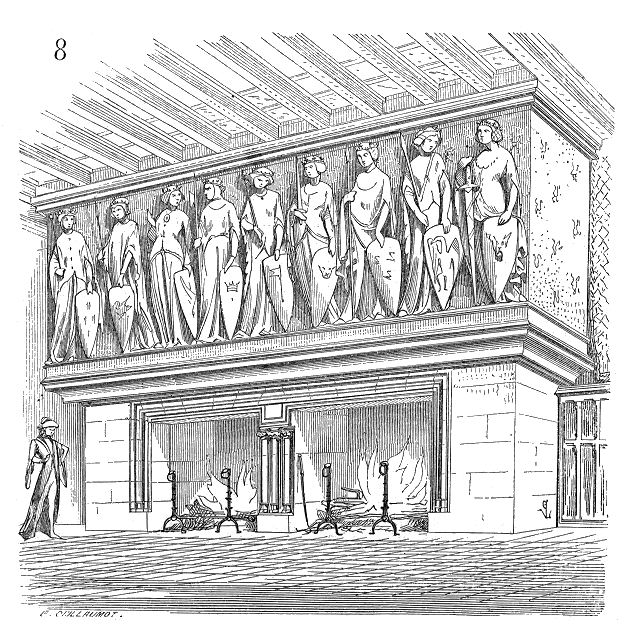
Les neuf Preuses, cheminée.

## Description
Construit sur un éperon rocheux calcaire, la place forte bâti au début du XIIIe siècle par Enguerrand III, est composé de trois enceintes successives : une première enceinte, la plus vaste, abritait le bourg ; la basse-cour ou enceinte intermédiaire dépendait directement du pouvoir seigneurial, et enfin le château dominé par son donjon, le plus haut de la chrétienté, à l'extrémité de l'éperon. Avec ses 14 hectares de superficie, Coucy était une place forte de premier plan à la fin du Moyen Âge.
Après avoir traversé le bourg de Coucy et franchi la « porte de maître Odon », on accède au château par une vaste basse-cour flanquée de tours rondes, dans laquelle s'élève la chapelle castrale, placée en travers du chemin, entre ville et château.
Le château proprement dit se présente sous la forme d'une enceinte flanquée de quatre tours circulaires aux angles, dessinant ainsi un trapèze irrégulier de 92 × 35 × 50 × 80 m. Les tours mesuraient 20 mètres de diamètre, avec des murs de 5 mètres de large et se dressaient à plus de 40 mètres de hauteur ; elles étaient divisées à l'intérieur en trois étages voûtés sur sous-sol, percées d'archères (certaines mesurent 4 m de haut), et couronnées de hourds. Pourvues de cheminées et de latrines, elles constituaient chacune à elles seules de véritables « donjons ». Elles étaient reliées entre elles par une courtine, pratiquement aussi haute que les tours et épaisse d'environ 3 mètres, que des contreforts réunis par des arcs en tiers-point étayaient à l'intérieur. Les logis s'appuyaient sur cette courtine, autour d'une cour intérieure.
Le château et son enceinte comprennent : 
- la tour Jacquet (qui n'existe plus) ;
- la tour de l'Avoine ;
- la tour de l'ouest ;
- la tour de l'artillerie ;
- les restes d'une église ;
- les ruines du donjon ;
- les ruines du logis seigneurial ;
- les ruines de la chapelle seigneuriale ;
- la grande salle également appelée salle des Preux ;
- la salle des Preuses ;
- les cuisines de Louis Ier d'Orléans, construites à partir de 1402 ex nihilo contre la courtine de la basse-cour ;
- les caves ;
- un puits profond de 64,50 mètres[12].

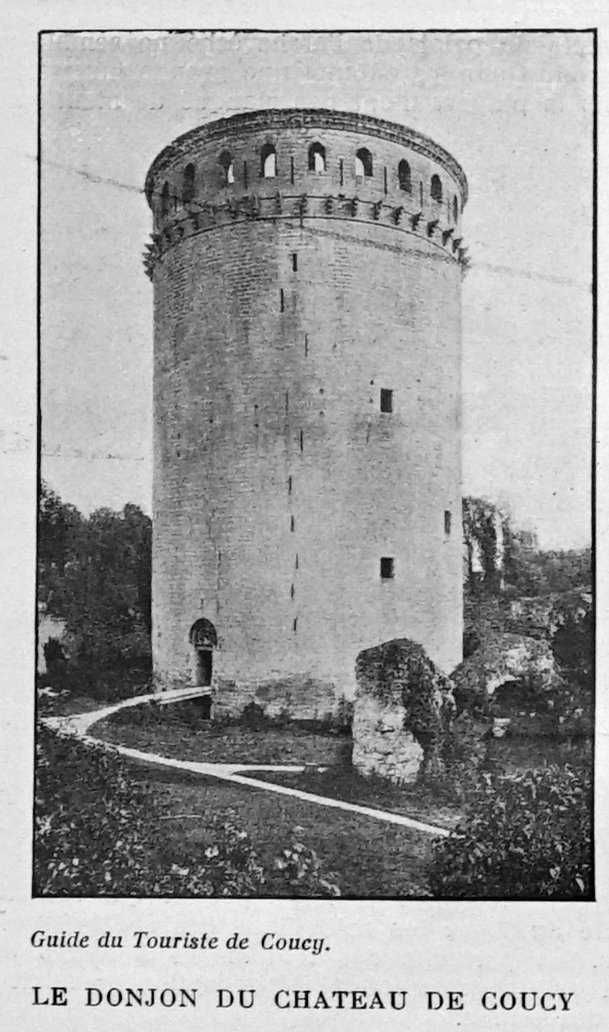
Le donjon de Coucy en 1910.

Son donjon cylindrique, dressé du côté de l'attaque en saillie, mesurait 31,25 mètres de diamètre, un mur de 3,45 mètres d'épaisseur à la base, pour 54 mètres de haut, ce qui faisait de lui, jusqu'en 1917, le plus important d'Europe. Il dépassait de 20 mètres celui du château du Louvre. Un profond fossé l'isolait entièrement de la chemise et on y accédait par un pont-levis.
Le donjon et une grande partie du château furent détruits par l'armée allemande le 27 mars 1917 qui employa 28 000 kilos d'explosifs. Les pierres du donjon forment aujourd'hui un tas compact parmi lesquelles on peut voir les grandes barres de fer qui cerclaient le donjon.
La salle des Preux, 60 m de long sur 15 m de large, fut entièrement couverte sous Enguerrand III : son plafond était alors constitué exclusivement de lambris ; puis il fut enrichi sous Enguerrand VII. Elle tire son nom des neuf statues de Preux qui l'ornent et qui représentent des combattants célèbres : David, Judas Macchabée, Josué, César, Alexandre le Grand, Hector, Charlemagne, le roi Arthur et Godefroi de Bouillon.
Les remparts des flancs nord et sud étaient encore en cours de restauration en 2007.
Les deux tours du flanc ouest de la basse-cour, entre la tour d'angle et le château lui-même, sont effondrées. Actuellement, une promenade qui longe l'extérieur des remparts permet d'en deviner l'architecture, de type ogival.
Ce chemin, au pied des murailles, est bien mis en valeur : l'herbe y est fauchée et un garde-fou (constitué par une clôture basse de branches tressées) permet de signaler tout autour, d'une manière concentrique, le danger de la pente très raide vers la vallée.
Cette mise en valeur du site est axée par ailleurs sur :
- la présence en de nombreux endroits du village fortifié de drapeaux et oriflammes ;
- les costumes médiévaux portés par les guides, en particulier lors des nombreuses animations ;
- des spectacles son et lumière, reconstitutions diverses ;
- des chantiers de bénévoles (taille de pierre, maçonnerie traditionnelle, forge, sculpture), organisés chaque année sur le monument par l'Association de Mise en Valeur du Château de Coucy.